# Nobuhiko Okamoto
Nobuhiko Okamoto (岡本信彦, Okamoto Nobuhiko; nascido em 24 de outubro de 1986) é um dublador e cantor japonês nascido em Tóquio. Inicialmente filiado à agência Pro-Fit, diante do fechamento desta transferiu-se para a Raccoon Dog Agency que ele mesmo fundou.

## Carreira
Em entrevista realizada no Expo Anime, ao responder o que o inspirou a se tornar um dublador, Nobuhiko mencionou que sempre foi um grande fã de Slam Dunk, e que considerava o personagem Rukawa muito legal, por isso ele queria ser como ele. No terceiro Seyū Awards, realizada em 7 de março de 2009, ele ganhou o prêmio de melhor ator estreante por seus papéis como Accelerator em Toaru Majutsu no Index , Shin Kanzato em PERSONA-trinity soul- e Ryuji Kuhoin em Kure-nai, tudo isso quando ele se formou da Universidade. Na quinta Seyū Awards realizada em 5 de março de 2011, ele ganhou o prêmio de melhor ator em um papel de apoio para seus papéis de Takumi Usui em Kaichō wa Maid-sama!, Eiji Niizuma em Bakuman, Accelerator em Toaru Majutsu no Index II.

### Carreira Musical
Nobuhiko se manifestou musicalmente ao longo de muitos papéis, o que inclui sua participação em CDs de personagens e inserir músicas (trilha sonora) para o anime, que em seu 25'th aniversário, ele anunciou sua estreia como cantor para o ano de 2012.  Em 18 de abril de 2012 ele fez sua estreia com o single "Atchi de Kotchi de" (あっちでこっちで ? "Here and There"), cantada junto com Rumi Ōkubo, Hitomi Nabatame, Kaori Fukuhara, e Shintaro Asanuma, que foi usado como o tema de abertura do anime 2012 TV Acchi kocchi. Em 23 de maio, ele lançou seu primeiro EP Palette.[carece de fontes?]

## Vida pessoal
Em 21 de março de 2020, Okamoto revelou que é casado com a dubladora Asuka Ōgame após o Shūkan Bunshun alegar que ele estava tendo um caso extraconjugal. Ele se desculpou por suas ações.

## Trabalhos como seiyū

### Animes

#### 2006
- Bem-vindo à NHK como Colega (ep 12); Estudante masculino (ep 6)
- Ghost Hunt como John Brown

#### 2007
- Nodame Cantabile como Kanei (ep 5)
- Terra E como Serge Sturgeon
- Bakugan Battle Brawlers como Tatsuya (ep 5); Kosuke (ep 9)
- Sola como Yorito Morimiya
- Shugo Chara! como Musashi
- Myself ; Yourself  como Yota (ep 13)
- Kimikiss Pure Rouge como Lobisomem (ep 21)

#### 2008
- Persona-trinity soul- como Shin Kanzato
- Kure-nai como Ryuji Kuhōin
- Nabari no Ou como Gau Meguro
- Sekirei como Haruka Shigi
- Toradora! como Kota Tomiie
- Shugo Chara! Doki como Musashi
- Toaru Majutsu no Index como Accelerator

#### 2009
- Akikan! como Gorō Amaji
- Asu no Yoichi! como Yoichi Karasuma
- Chrome Shelled Regios como Layfon Alseif
- Slayers Evolution-R como Abel
- Basquash! como Bal, Samico & molho (PE 12)
- Guin Saga como Oro
- Hatsukoi Limited como Haruto Terai
- Seiken no Blacksmith como Luke Ainsworth
- Yumeiro Pâtissière como Makoto Kashino; Kasshi (eps 13, 34-35, 46)

#### 2010
- Durarara! como Ryo Takiguchi
- Ōkami Kakushi como Issei Tsumuhana
- Bleach como Narunosuke
- Kaichou Wa Maid-Sama! como Usui Takumi
- Senkou no Night Raid como Ichinose
- Mayoi Neko Overrun! como Takumi Tsuzuki
- Uragiri wa Boku no Namae o shitteiru como Katsumi Toma
- Densetsu no Yusha no Densetsu como Lear Rinkal
- Shukufuku no Campanella como Leicester Maycraft
- Nurarihyon no Mago como Inugami
- High School of the Dead como Takuzo (ep 3)
- Shiki como Toru Muto
- Bakuman como Niizuma Eiji
- Ōkami-san como Hansel Otogi (ep 4)
- Otome Yokai Zakuro como Mamezō
- Yumeiro Pâtissière SP Professional como Makoto Kashino; Kasshi (eps 55-57)
- Toaru Majutsu no Index II como Accelerator

#### 2011
- Yumekui Merry como Yumeji Fujiwara
- Freezing como Arthur Crypton
- Pretty Rhythm como Wataru
- Tiger & Bunny como Ivan Karelin / Origami Cyclone
- Sekai-ichi Hatsukoi como Kisa Shouta
- Rinshi! Ekoda-chan como Maa-kun
- Maria Holic Alive como Rindo
- Ao no Exorcist como Rin Okumura
- Kamisama Dolls como Kyohei Kuga
- Sacred Seven como Night Terushima
- Itsuka Tenma no Kuro Usagi como Serge Entolio
- Beelzebub como Hisaya Miki
- Bakuman 2 como Niizuma Eiji
- Baka to Test to Shōkanjū: Ni! como Genji Hiraga
- Kimi to Boku como Fuyuki Matsuoka
- Ben-To como Yamahara
- Last Exile: Fam, The Silver Wing como Johann
- Guilty Crown como Kenji Kido
- Beyblade Metal Fight como Saotome Teru

#### 2012
- Danshi Kōkōsei no Nichijō  como Mitsuo
- Kimi to Boku 2 como Fuyuki Matsuoka
- Acchi kocchi como Io Otonashi
- Metal Fight Beyblade Zero-G como Zero Kurogane
- Sakamichi no Apollon como Seiji Matsuoka
- La storia della Famiglia Arcana como Ash
- Hagure Yusha no Estetica como Akatsuki Osawa
- Corpse Party como Tsukasa Mikuni
- Kamisama Hajimemashita como Mizuki
- Code:Breaker como Rei Ōgami
- Aoi Sekai no Chushin de como Gear
- Inazuma Eleven GO Chrono Stone como Saryuu Evan
- Sakasama no Patema: Beginning of the Day como Idade
- Space Battleship Yamato 2199 como Tokugawa Tasuke

#### 2013
- Hakkenden: Toho Hakken Ibun como Murasame
- Hanayaka Nari Waga Ichizoku: Kinetograph como Miyanomori Masashi
- Cuticle Detective Inaba como Kenmochi Kazuomi
- Devil Survivor 2 – The Animation como Daichi Shijima
- Arata Kangatari como Arata Hinohara
- Space Battleship Yamato 2199 como Alter (ep 9); Tasuke Tokugawa (eps 2, 7)
- Photo Kano como Takashi Azuma

#### 2014
- Ace of Diamond como Ryōsuke Kominato
- Akatsuki no Yona como Shin-Ah, Han-Dae
- Black Butler: Book of Circus como Dagger
- Captain Earth como Koichi Ban
- Gekkan Shōjo Nozaki-kun como Mikoto "Mikorin" Mikoshiba
- Haikyū!! como Yuu Nishinoya
- Hamatora como Seo
- Hybrid Child como Kotaro Izumi
- Inō-Battle wa Nichijō-kei no Naka de como Jurai Andō
- Kill la Kill como Shinjiro Nagita (ep 13)
- Log Horizon 2 como Karashin
- Magical Warfare como Gekkō Nanase
- Re: Hamatora como Seo
- World Trigger como Jun Arashiyama

#### 2015
- Akagami no Shirayukihime como Obi
- Assassination Classroom como Karma Akabane
- Kamisama Hajimemashita 2 como Mizuki
- Fafner in the Azure: Exodus como Jonathan Mitsuhiro Bertrand
- Food Wars: Shokugeki no Soma como Ryō Kurokiba
- Q Transformer: Saranaru Ninkimono e no Michi como Soundwave
- Haikyū!! 2 como Yuu Nishinoya
- Is It Wrong to Try to Pick Up Girls in a Dungeon? como Bete Loga
- Seraph of the End como Yōichi Saotome
- Seraph of the End: Battle in Nagoya como Yōichi Saotome
- Ultimate Otaku Teacher como Kakitani
- Star-Myu: High School Star Musical como Rui Tatsumi

#### 2016
- Prince of Stride Alternative como Takeru Fujiwara
- Assassination Classroom 2nd Season como Karma Akabane
- Haruchika como Kaiyū Hiyama
- Akagami no Shirayukihime 2nd Season como Obi
- My Hero Academia como Katsuki Bakugō
- Buddy Go as Hayate
- Alderamin on the Sky como Ikuta Sorōku
- First Love Monster como Kōta Shinohara
- Cheer Boys!! como Kazuma Hashimoto
- Food Wars! Shokugeki no Soma: The Second Plate como Ryō Kurokiba
- Momokuri (TV) como Shinya "Momo" Momotsuki
- March Comes in like a Lion como Harunobu Nikaidō
- Haikyuu!!: Karasuno Koukou vs Shiratorizawa Gakuen Koukou como Yuu Nishinoya
- All Out!! como Atsushi Miyuki
- Mahou Shoujo Site como Kaname Asagiri

#### 2017
- Shoukoku no Altair como Silâh Ismail
- Blue Exorcist 2nd Season como Rin Okumura
- The Dragon Dentist como Bell
- Dungeon ni Deai wo Motomeru no wa Machigatteiru Darou ka Gaiden: Sword Oratoria como Bete Loga
- Jūni Taisen como Usagi
- Mahōjin Guru Guru como Raid
- Monster Hunter Stories: Ride On como Debli
- My Hero Academia 2nd season como Katsuki Bakugō
- Onihei como Chūgo Kimura
- Pokémon como Gladion
- Star-Myu: High School Star Musical 2 como Rui Tatsumi
- Vatican Miracle Examiner como Hiraga Josef Kō
- Ballroom e Youkoso como Kiyoharu Hyōdō
- Katsugeki/Touken Ranbu como Hizamaru
- Re:Creators como Shō Hakua

### Anime Filmes
- Gekijoban Ao no Exorcist como Rin Okumura
- Toaru Majutsu no Index: Endyumion no Kiseki como Accelerator
- Tiger & Coelho : The Beginning como Ivan Karelin / Origami Cyclone
- Sakasama no Patema como Idade
- My Hero Academy: Two Heroes como Katsuki Bakugo

### Drama CD
- Yumeiro Patissiere como Makoto Kashino
- Tonari no Kaibutsu-kun como Sasahara Souhei
- Nabari no Ou como Gau Meguro
- Bara jō no Kisu como Ninufa

### Games
- Dragon Nest (Karahan)
- Chaos Rings (Ayuta)
- Mobile Suit Gundam: Vs Extreme (Leos Liga)
- "Elsword" (Add)
- "Closers" (Slash)
- "7th Dragon 2020" (Voice Type K)
- Captain Tsubasa:Dream Team (Louis Napoleon)